# Matilde Piana
Matilde Piana (Catania, 7 giugno 1958) è un'attrice italiana.

## Biografia
Si forma artisticamente al Teatro Stabile di Catania e dopo aver terminato gli studi intorno alla prima metà degli anni ottanta, contestualmente, inizia la propria attività di attrice.
Per circa un decennio, l'attrice si adopera nel solo in ambito teatrale, interpretando diverse rappresentazioni importanti, ha lavorato, tra gli altri, con Giulio Brogi, Giuseppe Tornatore, Tuccio Musumeci, i fratelli Taviani, Maurizio Ponzi, Turi Ferro, Mauro Bolognini, Armando Pugliese e Arnoldo Foà.
Negli anni novanta avendo anche acquisito, oltre alla decennale maturità professionale, la maturità anagrafica, apre la sua attività anche alla televisione e al cinema alternando, come già in teatro, ruoli brillanti e drammatici. 

## Filmografia

### Cinema
- Il sole anche di notte, regia di Paolo e Vittorio Taviani (1990)
- Odore di spigo, regia di Amasi Damiani (1988)
- Overdose, regia di Amasi Damiani (1991)
- Petalo di rosa, regia di Adriana Lamacchia (1992)
- Miele dolce amore, regia di Enrico Coletti (1993)
- Ritorniamo domani, regia di Amasi Damiani (1994)
- Italiani, regia di Maurizio Ponzi (1996)
- Marianna Ucrìa, regia di Roberto Faenza (1997)
- Tu ridi, regia di Paolo e Vittorio Taviani (1998)
- Malèna, regia di Giuseppe Tornatore (2000)
- Presto farà giorno, regia di Giuseppe Ferlito (2014)
- Maraviglioso Boccaccio, regia di Paolo e Vittorio Taviani (2015)
- Cetto c'è, senzadubbiamente, regia di Giulio Manfredonia (2019)
- Nour, regia di Maurizio Zaccaro (2019)
- Io sono la fine del mondo, regia di Gennaro Nunziante (2025)

### Televisione
- Kaos, regia di Paolo e Vittorio Taviani (1984) (film TV)
- I ragazzi del muretto, regia di Lodovico Gasparini (1991) (serie TV)
- Per odio, per amore, regia di Nelo Risi (1991) (film TV)
- Incantesimo, regia di Gianni Lepre (1998) (serie TV)
- Il commissario Montalbano, regia di Alberto Sironi (2000) (serie TV)
- Distretto di Polizia, regia di Monica Vullo (2003) (serie TV)
- Crimini, regia di Andrea Manni (2006) (serie TV)
- Il capo dei capi, regia di Enzo Monteleone e Alexis Sweet (2007) (miniserie TV)
- La scelta di Laura, regia di Alessandro Piva (2009) (serie TV)
- Il sorteggio, regia di Giacomo Campiotti (2010) (film TV)
- Il commissario Montalbano, regia di Alberto Sironi (2010) (serie TV)
- Squadra antimafia - Palermo oggi 5, regia di Beniamino Catena - serie TV, episodio 5x03 (2013)
- Un'altra vita, regia di Cinzia TH Torrini (2014) (miniserie TV)
- Lea, regia di Marco Tullio Giordana (2015) (film TV)
- La mafia uccide solo d'estate, regia di Luca Ribuoli (2016) (serie TV)
- Il cacciatore, regia di Stefano Lodovichi e Davide Marengo (2018) (serie TV)
- Buongiorno, mamma! episodi  Per sempre e  Per salvare la mia famiglia
- Alfredino - Una storia italiana, regia di Marco Pontecorvo (2021) (miniserie TV)
- La sposa, regia di Giacomo Campiotti (2022) (miniserie TV)
- From scratch - La forza di un amore, regia Nzingha Stewart (2022) (miniserie TV)
- Dostoevskij, regia Damiano e Fabio D'Innocenzo (2024) (miniserie TV)

### Cortometraggi
- Dalla polvere, regia di Vincenzo Laurella (2017)
- Ombre all'alba, regia di Vincenzo Laurella (2021)